# ZU TV
ZU TV este un canal de televiziune privat comercial din România, axat pe muzică. A fost lansat la TV pe 3 aprilie 2014 și este deținut de compania Antena TV Group.
Începând din 31 octombrie 2022, Antena 1, Antena Stars, Happy Channel, ZU TV, AntenaPlay, ObservatorNews.ro și toate platformele digitale devin parte al aceluiași univers vizual. Conceptul grafic care reunește cea mai mare platformă media din România a fost construit de departamentul de design al Antenei împreună cu britanicii de la Twin – Associates. Amy Johnson și Ian Wormleighton, cele două nume care stau în spatele acestei agenții, au în portofoliu proiecte de branding pentru nume importante la nivel global de pe piața media și de entertainment: Discovery, Telemundo, BBC One, serialul The Crown, FC Barcelona, Top Gear, Dreamworks, UEFA sau Disney.

## Istorie
ZU TV a fost lansat pe 1 iulie 2013 online sub numele de ZU Channel difuzând non-stop muzică. Din 3 aprilie 2014 canalul s-a lansat pe TV sub numele actual înlocuind GSP TV. Din 28 noiembrie 2016 ZU TV alături de celelalte canale ale Antena TV Group au trecut la formatul 16:9 HD. Din 7 iulie 2017 ZU TV a devenit un canal interactiv. Cu ajutorul emoticoanelor urșilor în stilul ZU, telespectatorii pot aprecia playlistul, pot da like, love, kiss, și de a reacționa în timp real iar postul se combinează între social network și music station. Tot din 7 iulie există și un upgrade la nivelul identității on-air, care va integra zona de interactivitate. 
Din 30 septembrie 2016 ZU TV a scos din grilă emisiunile de pastile Adevăr & provocare, realizată de bloggerița Tequila (Bianca Adam), Poliția muzicii, realizat de Sebastian Coțofană dar și emisiunea Omul Străzii, Dl. Rimă, realizat de Flick Domnul Rimă precum și :) TV (Smile TV) (dar anulat în octombrie 2014), având emisiuni de top, precum MIEZU’, dar și matinalul ZUnrise prezentată de Iulia. În schimb, rămân emisiunile ZU Trends, realizată de Nadd Hu, ZU Music Mix, dar și Morning ZU, matinalul de la Radio ZU.
Pe 28 noiembrie 2016 ZU TV, la fel ca toate celelalte posturi din trustul Intact au trecut la formatul 16:9 HD.
Din 3 aprilie 2019 canalul își aniversează cei 5 ani de la lansare, înlocuind frecvențele defunctului post GSP TV. Telespectatorii trebuie să se uite la ZU TV, să prindă cheia de concurs care rulează din aceea dată până pe 7 mai în fiecare zi, să fie creativi și să filmeze cu telefonul lor, și trebuie să o urce pe Instagram într-un Instastory și să dea tag @zutvofficial. Iulia, Adi Mihăilă și Raluca Benavides vor găsi dacă este cel care a câștigat după ora 10:00.
În august 2019, ZU TV a scos emisiunile MIEZU’, ZUMMER Morning Breeze, Hot Today #BreakingNewSongs, dar și Torpedoul lui Morar. În prezent, emisiunile care rulează sunt: BIG IN și Face 2 Face. În schimb, rămân emisiunile Most Wanted, ZU Party Romanian Tour, Eat, Sleep, ZU, Repeat dar și ZU News.
Din 8 noiembrie 2021, ZU TV și-a mărit grila de programe cu încă 3 emisiuni noi: Hitman Hot 10, Celebrity Playlist și K-POP:
- HITMAN Hot 10 prezintă Top 10 cele mai Hot piese proaspăt lansate de artiști.
- Celebrity Playlist prezintă cele 12 piese cu artiști din România și artiști străini. În weekend introduce cele 11 piese ale săptămânii.
- K-POP aduce în prim plan cele mai noi videoclipuri de la artiștii K-Pop. Pentru câteva zile a devenit Top 11, dar acum Top 12, ca și emisiunea BIG IN.

## Grila
ZU TV va difuza cele mai importante evenimente muzicale internaționale, producții proprii destinate publicului tânăr și va propulsa, alături de Radio ZU, muzică de top. Telespectatorii vor regăsi printre vedetele postului pe prezentatorii Radio ZU: Popescu și Flick, Adi Mihăilă, Denise, dar și artiști cunoscuți precum What’s Up, Ruby și Omar (câștigătorul Next Star). În prezent ZU TV difuzează clipuri muzicale, concerte live organizate de post, dar și emisiuni precum Most Wanted, versiunea televizată a topului postului de radio Radio ZU, dar și Hot Today care prezintă cele mai noi și mai de succes clipuri și piese ale artiștilor proaspăt apărute pe YouTube. Telespectatorii pot să reacționeze la clipurile lor preferate cu emoji-uri de pe aplicația Messenger, iar acestea să apară pe televizor în momentul respectiv, dar să și voteze ce piese vor să vadă la ora respectivă.

### Programe difuzate în prezent
- Eat, Sleep, ZU, Repeat
- ZUnrise
- Hitman Hot 10
- BIG IN
- Face 2 Face
- Gen '90,
- Most Wanted
- ZU News
- ZUeet Dreams
- K-POP

### Programe anulate
- Pentru că... talent!
- ZU Kids On the Block
- ZU Music Mix (a fost înlocuit de Eat, Sleep, ZU, Repeat)
- ZU Music Awards (2014)
- ZU Trends (a fost înlocuit de ZU News)
- Poliția Muzicii
- Smile TV
- Featuring Dl. Rimă
- Adevăr și provocare
- Popescu și Flick
- Hot Today #BreakingNewSongs
- MIEZU’
- ZUMMER Morning Breeze
- Torpedoul lui Morar
- 10 ani în hituri (2024)
- Matinalul de la miezul nopții (2017)
- Noaptea târziu se vede la ZU TV
- Tânăr și nedumerit
- Celebrity Playlist

### Programe speciale/estivale
- Orașul faptelor bune (în luna decembrie a fiecărui an)
- FORZA ZU (concert anual)
- RadioAventura (program estival desfășurat pe timpul verii)

## Prezentatori
- Iulia Olăreanu
- Adi Mihăilă „The Hitman”
- Nadd Hu
- Cătălin Oprișan
- Tequila (Bianca Adam)
- Raluca Benavides
- Mihai Morar
- Flick Domnul Rimă
- Răzvan Popescu
- Omar Arnaout
- Daniel Buzdugan